# Mleczaj jelonek

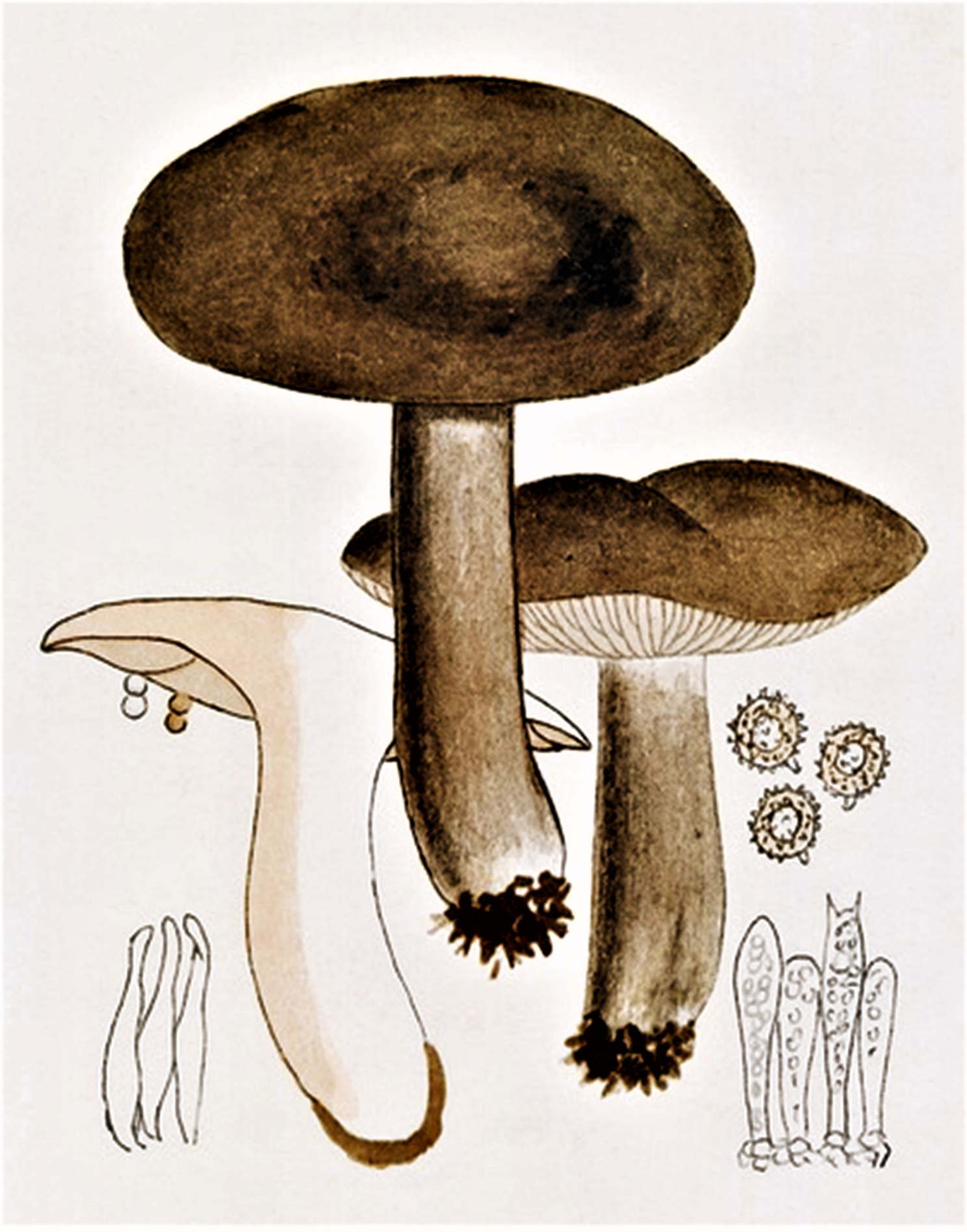

Mleczaj jelonek (Lactarius fuliginosus (Fr.) Fr.) – gatunek grzybów z rodziny gołąbkowatych.

## Systematyka i nazewnictwo
Pozycja w klasyfikacji według Index Fungorum: Lactarius, Russulaceae, Russulales, Incertae sedis, Agaricomycetes, Agaricomycotina, Basidiomycota, Fungi.
Po raz pierwszy opisał go w 1821 r. Elias Fries, nadając mu nazwę Agaricus fuliginosus. Obecną, uznaną przez Index Fungorum nazwę nadał mu ten sam autor, w 1838 r. przenosząc go do rodzaju Lactarius. Niektóre synonimy naukowe:
- Agaricus fuliginosus Fr. 1821
- Galorrheus fuliginosus (Krapf) P. Kumm. 1871
- Lactifluus fuliginosus (Fr.) Kuntze 1891

Nazwę polską podała Alina Skirgiełło w 1998 r. W polskim piśmiennictwie mykologicznym gatunek ten opisywany był też pod nazwami: rydz czarny, bedłka ostra, jelonek, rydz paskudny>.

## Morfologia
Kapelusz
Średnica 4,5–9(12) cm, początkowo wypukły, starszy – nieco wklęsły bez garbka lub z niewielkim garbkiem we wgłębieniu. Powierzchnia bez zmarszczek, sucha, matowa, rudobrązowa do ciemnorudej, przy brzegu jaśniejsza. Brzeg początkowo podwinięty, potem stopniowo wyprostowujący się, często pofalowany.
Blaszki
Żółtobrązowe, umiarkowanie gęste, przyrośnięte do trzonu lub zbiegające, z blaszeczkami, czasem rozwidlone przy trzonie, początkowo jasnożółtawe, potem ochrowożólte z rdzawym odcieniem
Trzon
Wysokość 8–10 cm, średnica 0,7–2,5 cm, cylindryczny, u podstawy często zwężony, początkowo pełny, potem pusty. Powierzchnia nieco jaśniejsza od kapelusza, początkowo gładka, potem delikatnie oszroniona. Uszkodzone miejsca zmieniają barwę na brudnorudawą.
Miąższ
Biały; z obficie wydzielającym się białym, powoli czerwieniejącym i dosyć gorzkim mleczkiem.
Wysyp zarodników
Jasnoochrowy.
Cechy mikroskopowe
Bazydiospory kuliste lub niemal kuliste, o średnicy 8–10 µm, o powierzchni urzeźbionej łacznikami niemal zupełnie bez brodawek. Podstawki 45–54 × 9–11 µm. Cystydy występują niemal wyłącznie na ostrzu blaszek, tworząc pęczki o średnicy 4–5 µm, z wyglądu podobne do włosków.
Gatunki podobne
Mleczaj ciemny (Lactarius picinus) ma kapelusz jeszcze ciemniejszy, a stary trochę żeberkowany, mleczko białe i dosyć piekące; występuje w górskich lasach iglastych.

## Występowanie
Znane jest występowanie mleczaja jelonka w Ameryce Północnej, Europie, Azji, wyspach Oceanu Indyjskiego i na Nowej Zelandii. W Polsce jest dość częsty
Naziemny grzyb mykoryzowy. Występuje przeważnie w lasach liściastych i mieszanych, głównie pod bukamiy.

## Znaczenie
Jest grzybem jadalnym, ale mało smacznym.